# Ушков, Пётр Капитонович
Пётр Капитонович Ушков (1840, Вятская губерния — 1898, Москва) — химический заводчик и промышленный деятель, пионер русской химической промышленности. Его брат — московский миллионер и меценат К. К. Ушков.

## Биография
Родился 15 (27) января 1840 года в селе Тихие Горы Елабужского уезда Вятской губернии.
Его отец, Капитон Яковлевич Ушков (1813—1868) основал в 1850 году химический завод в Кокшане в Елабужском уезде Вятской губернии по производству калиевого хромпика, который был остро необходим отечественной мануфактурной промышленности, но вырабатывался в то время только в Англии и в Россию ввозился по довольно высокой цене — 15 рублей серебром за пуд. В 1862 году К. Я. Ушков (к тому времени уже купец 1-й гильдии) был удостоен золотой медали департамента мануфактур, в 1866 году получил право пользования государственным гербом как печатью, а в 1867 году был удостоен серебряной медали на Парижской всемирной выставке. К 1868 году помимо химического предприятия он имел стекольный и поташный заводы, мукомольную мельницу; кроме этого, состоял на паях в торгово-промышленной фирме, владевшей двумя винокуренными заводами, вёл обширную торговлю и даже занимался разработкой золотых приисков.
Получил начальное образование в уездном училище в Елабуге. Он основательно изучил практику химического заводского дела во время своих многочисленных поездок по стране, а также в Англию и Германию. Этому в значительной мере помогло также и общение его с выдающимися русскими и иностранными химиками и учёными (Дмитрий Менделеев, Пётр Рубцов, Зайцев, Канонников, Cl. Winkler, Hasenklewer и др.). С Менделеевым Ушкова связывали долгие годы дружбы, начавшейся в Санкт-Петербурге в 1868 году. До наших дней сохранилась книга «Основы химии» с дарственной надписью прославленного химика: «Другу Петру Капитоновичу Ушкову. Д. И. Менделеев. Февраль 1882 г.».
В 1868 году он унаследовал от отца хромпиковый завод в Кокшане и вскоре основал второй завод, Бондюжский, в 30 верстах от Елабуги, на реке Каме, на котором впервые в России было введено производство серной кислоты из уральских колчеданов.
В 1883 году для развития деятельности заводов им было учреждено «Товарищество химических заводов П. К. Ушкова и К°» с основным капиталом 2 400 000 рублей. Правление товарищества располагалось в Москве. Когда через десять лет Товарищество участвовало на всемирной выставке в Чикаго, на заводах было уже полторы тысячи рабочих; затем их число выросло до двух тысяч. Собственный флот (пароходы и баржи) товарищества доставлял готовую продукцию в Москву, Нижний Новгород, Казань, Ярославль, Пермь. В этих городах располагались конторы и склады «Ушковской империи». Кроме химических заводов в Вятской, Казанской и Самарской губерниях, фирме Ушковых принадлежали меловой завод в Симбирской губернии, кирпичный и гончарный заводы в Вятской губернии.
Скончался 23 января (4 февраля) 1898 года.
Жена, урождённая Любимова, сестра известных казанских пароходовладельцев Ивана и Михаила Любимовых. Дочь, Лидия, была замужем за внуком мануфактур-советника К. В. Прохорова, Николаем Константиновичем Прохоровым. Другая дочь была замужем за представителем торгово-промышленной семьи Барановых. Единственный сын Иван унаследовал дело отца, однако не обладал настойчивой работоспособностью.

Горячность и риск — вот что главным образом руководило нервным, излишне темпераментным и молодым Директором-Распорядителем. Родной дядя его Константин Капитонович тоже влияния на него иметь не мог. Дело пошло не по верному руслу, и пришлось его ликвидировать, тем более, что молодой Иван Ушков захворал неизлечимой болезнью, от которой и скончался в Швейцарии.

Таким неожиданным образом оборвалась старшая мужская линия Ушковых, а с ней погасло и знаменитое в своё время Ушковское химическое дело, перейдя в посторонние руки"— Наумов А. Н. Из уцелевших воспоминаний. 1868-1917. —  Издание А.К. Наумовой и О.А. Кусевицкой, Нью-Йорк, 1954., — Т. 1. — С. 174

## Предпринимательская деятельность
Продолжая дело отца, Пётр Ушков демонстрировал продукцию завода, оставшегося в стране единственным по переработке уральского хромистого железняка в хромпик, на Московской политехнической выставке, где получила большую золотую медаль и почетную награду, затем — на Всемирной выставке 1873 года в Вене. Русский химик А. К. Крупский писал:

Хромпик П. К. Ушкова был блистательно представлен в химическом павильоне Венской выставки среди других препаратов Кокшанского и Бондюжского заводов. Большой чугунный кристаллизационный котел, внутренняя поверхность которого сплошь закристаллизована была красными щетками хромпика, был прислан с этих заводов, чтобы в центре коллекции, экспонированной П. К. Ушковым, составить одно из блистательных декоративных украшений всего химического отдела.

На Всемирной выставке 1876 года в Филадельфии он показывал квасцы, медный купорос и хромпик.
На своих заводах Ушков наладил производство следующих продуктов: купоросного масла, сульфата, соляной и азотной кислот, каустической соды (едкий натр) по способу Леблана, хлора и хлорной (белильной) извести по Вельдоновскому способу, хромпика, двухромовонатриевой соли и хромовых квасцов, сернокислого глинозёма и глиноземных квасцов, медного и железного купоросов, мумии и металлической меди из колчеданных огарков. Кроме того, прокатывался листовой свинец для серных камер, обжигалась известь, производились чугунные и другие отливки, работали обширные механические мастерские и мельницы для измельчения материалов. На Кокшанском химическом заводе в 1893 году было начато производство кислотоупорных изделий и шамотного кирпича, которым изнутри выкладывались заводские печи. Здесь же производились метлахские плитки и изразцы.
Ушкову принадлежит заслуга утверждения в России и постановки в широких размерах производства серной кислоты (купоросного масла) из колчеданов, введение извлечения меди из колчеданных огарков гидрометаллургическим путём, производства каустической соды из искусственного сульфата по способу Леблана и хлорной извести. Бондюжский завод единственный в России, вырабатывавший этот продукт. В последние годы жизни Ушков готовил производство на Бондюжском заводе регенерации соды из содовых отвалов по способу Ченса. Им же впервые применена нефть, как топливо, в химических производствах, например, для обжига извести.
Заводы предпринимателя перерабатывали почти исключительно только российское сырые материалы и управлялись русскими техниками. Благодаря разнообразию, широте и образцовой, вполне европейской, постановке производства, а также хорошо обставленной лаборатории и прекрасной специальной библиотеке, заводы Ушкова были отличной школой для работающих на них молодых химиков-технологов, из числа которых неоднократно выходили специалисты, известные своими печатными трудами и учёные, в частности К. Дементьев и П. П. Федотьев.
На сегодняшний день химический завод, созданный Петром Ушковым является старейшим химическим предприятием России. В августе 2013 года завод, ныне именующийся как ОАО «Химический завод им. Л. Я. Карпова» отметил своё 145-летие.